# Mâle
Mâle är en kommun i departementet Orne i regionen Normandie i nordvästra Frankrike. Kommunen ligger i kantonen Le Theil som tillhör arrondissementet Mortagne-au-Perche. År 2018 hade Mâle 691 invånare.

## Befolkningsutveckling
Antalet invånare i kommunen Mâle
| Referens: INSEE |